# The Elysian
The Elysian es un edificio de uso mixto en la calle Eglinton en Cork, Irlanda. La construcción del edificio se completó a principios de septiembre de 2008. Se compone de una serie de edificios de dos plantas conectadas, con una emblemática torre de 17 plantas en la esquina suroeste del sitio. La torre tiene 71 metros (233 pies) en la planta superior, por lo que es el edificio por pisos más alto de la República de Irlanda, superando el County Hall de 67 metros, también en Cork.  Un pináculo decorativo da a la torre The Elysian una altura total de 81 metros.